# Ídolo cilíndrico

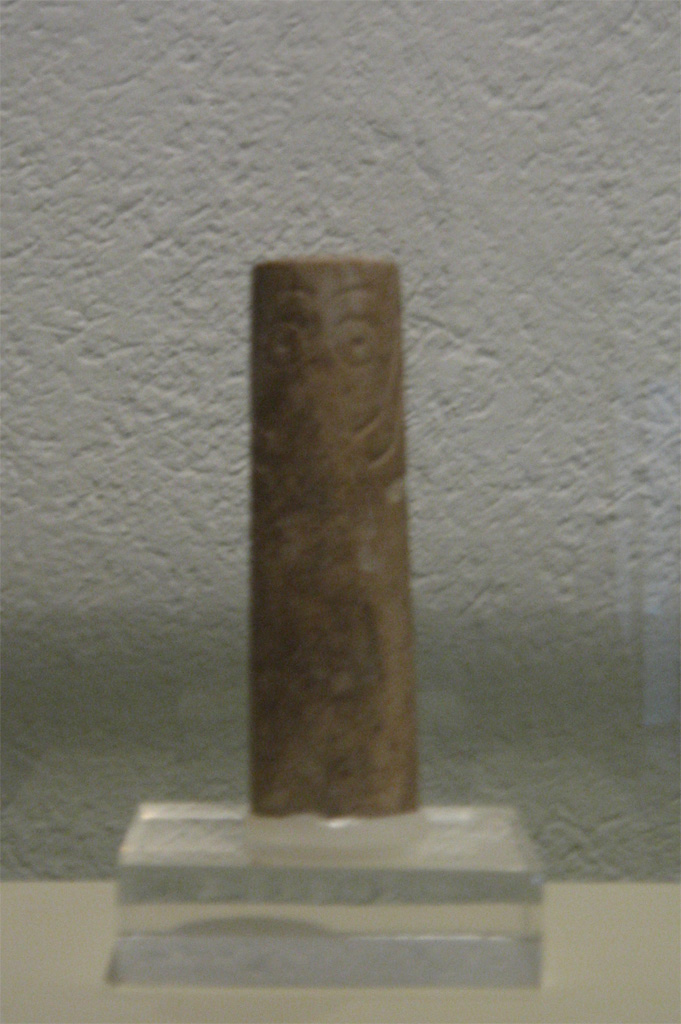
Ídolo cilíndrico del camino del Cortijo de la Fuente, en Sanlúcar de Barrameda, Museo de Cádiz. Edad del Cobre, hacia 2500 a. C.

Los ídolos cilíndricos son piezas líticas características del Calcolítico en la península ibérica. Los hallazgos de ídolos cilíndricos se localizan en el sur de la península.

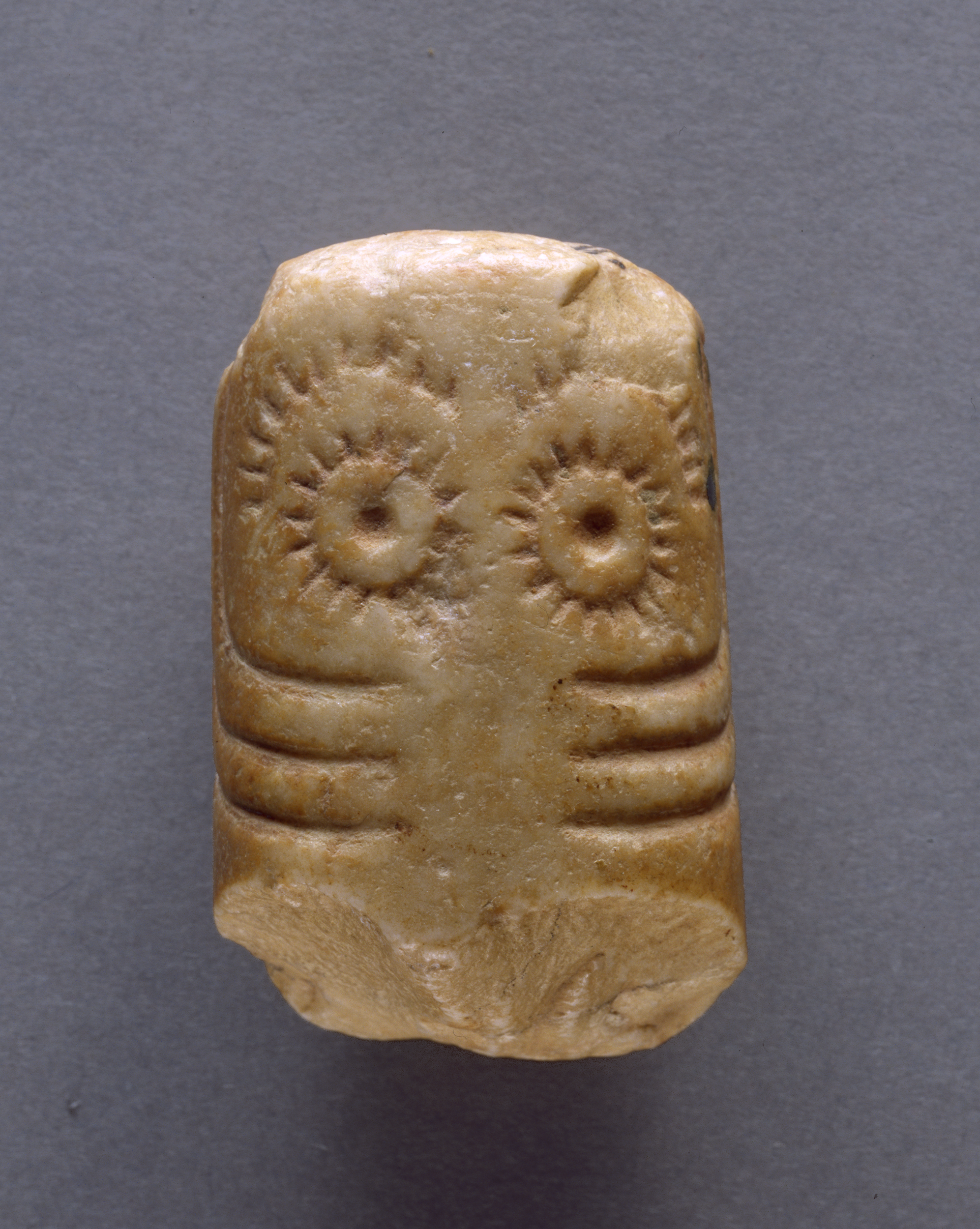
Ídolo cilíndrico oculado en piedra caliza. Moncarapacho. Calcolítico. Museu Nacional de Arqueologia, Lisboa.

Se han encontrado preferentemente en Andalucía Occidental o la Baja Andalucía, especialmente en la tierra firme en torno a las marismas del Guadalquivir y las comarcas del Aljarafe y La Campiña de Sevilla, coincidiendo con el área de asentamiento de tartesios y turdetanos.
Representan de forma esquemática una figura humana, mediante cilindros de piedra con incisiones que reproducen, fundamentalmente, los ojos (llamándose ídolos oculados en este caso) y el cabello. Estos ídolos, que se han interpretado como deidades o ancestros, relacionados con las élites y la jerarquización social, aparecen asociados a enterramientos colectivos megalíticos, en dólmenes.